# Anthurium lacerdae
Anthurium lacerdae är en kallaväxtart som beskrevs av Raulino Reitz. Anthurium lacerdae ingår i släktet Anthurium och familjen kallaväxter. Inga underarter finns listade.